# Grand Prix Niemiec 1968

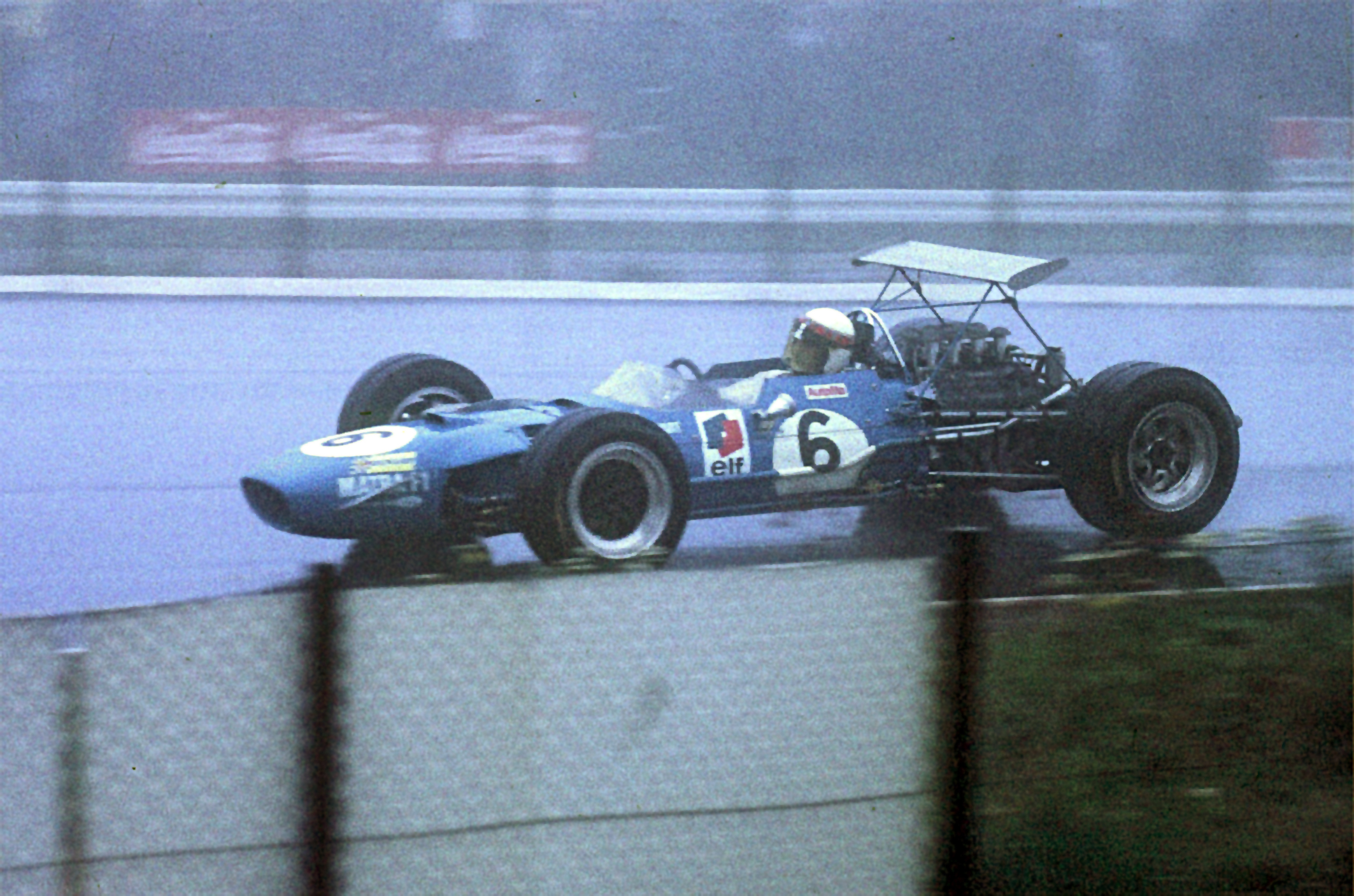
Jackie Stewart podczas Grand Prix Niemiec 1968

Grand Prix Niemiec 1968 (oryg. Großer Preis von Deutschland), Grand Prix Europy 1968 – ósma runda Mistrzostw Świata Formuły 1 w sezonie 1968, która odbyła się 4 sierpnia 1968, po raz 15. na torze Nürburgring.
30. Grand Prix Niemiec, 16. zaliczane do Mistrzostw Świata Formuły 1.

## Klasyfikacja
| Poz. | Nr. | Kierowca             | Konstruktor   | Okrążeń | Czas/powód NU | Poz. start. | Punktów |
| ---- | --- | -------------------- | ------------- | ------- | ------------- | ----------- | ------- |
| 1    | 6   | Jackie Stewart       | Matra-Ford    | 14      | 2:19:03.2     | 6           | 9       |
| 2    | 3   | Graham Hill          | Lotus-Ford    | 14      | + 4:03.2      | 4           | 6       |
| 3    | 5   | Jochen Rindt         | Brabham-Repco | 14      | + 4:09.4      | 3           | 4       |
| 4    | 9   | Jacky Ickx           | Ferrari       | 14      | + 5:55.2      | 1           | 3       |
| 5    | 4   | Jack Brabham         | Brabham-Repco | 14      | + 6:21.1      | 15          | 2       |
| 6    | 10  | Pedro Rodríguez      | BRM           | 14      | + 6:25.0      | 14          | 1       |
| 7    | 1   | Denny Hulme          | McLaren-Ford  | 14      | + 6:31.0      | 11          |         |
| 8    | 22  | Piers Courage        | BRM           | 14      | + 7:56.4      | 8           |         |
| 9    | 14  | Dan Gurney           | Eagle-Weslake | 14      | + 8:13.7      | 10          |         |
| 10   | 18  | Hubert Hahne         | Lola-BMW      | 14      | + 10:11.4     | 18          |         |
| 11   | 21  | Jackie Oliver        | Lotus-Ford    | 13      | + 1 okrążenie | 13          |         |
| 12   | 17  | Kurt Ahrens Jr.      | Brabham-Repco | 13      | + 1 okrążenie | 17          |         |
| 13   | 2   | Bruce McLaren        | McLaren-Ford  | 13      | + 1 okrążenie | 16          |         |
| 14   | 11  | Richard Attwood      | BRM           | 13      | + 1 okrążenie | 20          |         |
| NU   | 8   | Chris Amon           | Ferrari       | 11      | Wypadek       | 2           |         |
| NU   | 12  | Jean-Pierre Beltoise | Matra         | 8       | Wypadek       | 12          |         |
| NU   | 16  | Jo Siffert           | Lotus-Ford    | 6       | Zapłon        | 9           |         |
| NU   | 19  | Lucien Bianchi       | Cooper-BRM    | 6       | Wyciek paliwa | 19          |         |
| NU   | 7   | John Surtees         | Honda         | 3       | Zapłon        | 7           |         |
| NU   | 20  | Vic Elford           | Cooper-BRM    | 0       | Wypadek       | 5           |         |

### Pole position
- Jacky Ickx - 9:04.0

### Najszybsze okrążenie
| Nr | Kierowca       | Konstruktor | Czas     | Okr. |
| -- | -------------- | ----------- | -------- | ---- |
| 6  | Jackie Stewart | Matra-Ford  | 9:36.000 | 8    |